# كمال أحمدي
كمال أحمدي (بالفارسية: کمال‌احمدی) هي قرية تقع في قسم بردخون الريفي (مقاطعة دير) في إيران. يقدر عدد سكانها بـ 0 نسمة بحسب إحصاء 2016.